# Comté de Stevens (Minnesota)
Pour les articles homonymes, voir Comté de Stevens.
Le Comté de Stevens est situé dans l’État du Minnesota, aux États-Unis. Il comptait 10 053 habitants en 2000. Son siège est Morris.